# Amy Mainzer
Amy Mainzer   (Mansfield, 2 de gener de 1974) és una astrònoma estatunidenca, especialitzada en instrumentació astrofísica i astronomia infraroja. És la científica adjunta del projecte del Wide-field Infrared Survey Explorer (WISE), i la principal investigadora del projecte NEOWISE per estudiar planetes menors i de la missió del telescopi espacial Near Earth Object Surveyor (NEOS)

## Biografia
Mainzer va rebre un B.Sc. (Bachelor of Science) en física per la Universitat Stanford amb honors (1996), un M.Sc. (Master of Science) en astronomia per l'Institut Tecnològic de Califòrnia (2000), i un doctorat en astronomia per la Universitat de Califòrnia, Los Angeles (2003).
Els seus interessos de recerca inclouen asteroides, nanes marrons, atmosferes planetàries, discs de fragments, formació d'estrelles, i el disseny i construcció de nova instrumentació terrestre i espacial.
Apareix en diversos episodis de la sèrie The Universe de History Channel. També apareix al documental Stellar Cartography: On Earth inclòs al llançament del vídeo domèstic de Star Trek: Generations (març de 2010). Mainzer també apareix al documental del 2016 sobre la vida de Leonard Nimoy i l'efecte de Spock en la cultura popular anomenat For the Love of Spock, que va ser dirigit pel fill de Leonard Nimoy, Adam Nimoy. Actua com a consultora científica i amfitriona dels intersticials d'acció en directe de la sèrie Ready Jet Go! de PBS Kids. Va ser l'assessora científica de la pel·lícula Don't Look Up (2021) de Netflix.

## Premis i reconeixements
- Beca de recerca de postgrau de la National Science Foundation (1996.1999).[6]
- Beca del programa de recerca d'estudiants de postgrau de la NASA (2001–2003).
- Premi Lew Allen a l'excel·lència (2010).
- Medalla Assoliment excepcional de la NASA (2011).
- Medalla Assoliment científic excepcional de la NASA (2012).
- Nombrosos premis d'èxit grupal per a Spitzer, WISE, NEOWISE.

L'asteroide (234750) Amymainzer, descobert pels astrònoms del programa NEAT a l'Observatori Palomar l'any 2002, va rebre el seu nom. El Minor Planet Center va publicar el MoMP oficial el 26 de juliol de 2010 (M.P.C. 71353).
L'asteroide (251627) Joyceearl va rebre el nom dels seus avis.